# Расшифровка генома неандертальца

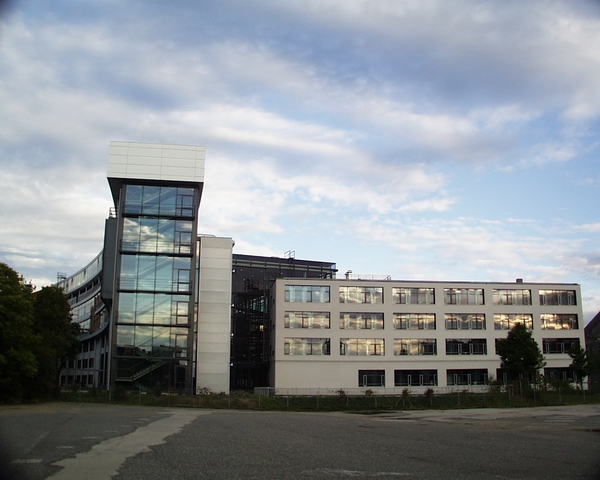
Институт эволюционной антропологии имени Макса Планка, Лейпциг

В июле 2006 года Институт эволюционной антропологии имени Макса Планка в Германии и компания 454 Life Sciences в США объявили о начале работы по секвенированию полного генома неандертальца.
В 1997 году смогли получить митохондриальную ДНК из плечевой кости типового образца Neanderthal 1 (Feldhofer 1) — первого в истории образца мтДНК неандертальца.
Геном неандертальца по размеру близок к геному современного человека. Предварительные результаты показывают, что ДНК современного человека и неандертальца идентичны приблизительно на 99,5 %. Исследователи извлекли ископаемую ДНК неандертальца из кости бедра скелета неандертальца 38 000-летней давности из пещеры Виндия в Хорватии, а также из других костей, найденных в Испании, России и Германии. Используя последовательности митохондриальной ДНК шимпанзе и человека в качестве опорных точек, учёные рассчитали: дата расхождения между мтДНК современного человека и неандертальца составляет 660 000 ± 140 000 лет.
Для секвенирования генома неандертальца требовалось приблизительно 500 мг образцов костной ткани. Работа по проекту оказалась сопряжена со многими трудностями, включая загрязнение образцов бактериями и людьми, которые манипулировали костями на раскопках и в лаборатории. Было отобрано только шесть образцов кости от пяти неандертальских особей, происходящих с четырёх стоянок: образцы Vindija 33.25 и Vindija 33.16 (возраст ~44 тыс. л. н.) из пещеры Виндия (Хорватия), образцы двух неандертальцев Feldhofer 1 (Neanderthal 1) и Feldhofer 2 (возраст ~40 тыс. л. н.) из грота Фельдхофер (Германия), образец Sidron 1253 (возраст ~49 тыс. л. н.) из пещеры Эль-Сидрон (Испания) и образец Mezmaiskaya 1 (возраст 60-70 тыс. л. н.) из пещеры Мезмайская (Россия). Более 99 % генетических данных дал образец Vindija 33.16 из пещеры Виндия. Чтобы проверить, являются ли полученные последовательности нуклеотидов из этого образца типичными для неандертальца, исследователи проанализировали несколько миллионов пар нуклеотидов из других образцов неандертальцев. Наибольшее количество сравнительного генетического материала дали образец из Мезмайской пещеры (20 миллионов пар нуклеотидов), образец из пещеры Эль-Сидрон (5 миллионов пар нуклеотидов), образцы из грота Фельдхофер (два миллиона пар нуклеотидов).
Сравнение митохондриальной ДНК, извлечённой в 2007 году из левой бедренной кости неандертальской девочки из пещеры Тешик-Таш, с мтДНК из костей из пещеры Окладникова и из тринадцати костей европейских неандертальцев показало сходство митохондриальной ДНК сибирских и европейских неандертальцев.
В феврале 2009 года группа генетиков под руководством Сванте Паабо объявила о завершении первого проекта по расшифровке генома неандертальца. Было прочитано 3,7 миллиарда пар нуклеотидов — больше, чем всего в геноме (3,2 миллиарда пар нуклеотидов), так как некоторые участки неандертальской ДНК были прочитаны в нескольких копиях. В реальности удалось расшифровать лишь 63 % неандертальского генома (два миллиарда пар нуклеотидов, если исключить повторяющиеся фрагменты), а оставшиеся 37 % его длины (1,2 миллиарда пар нуклеотидов) ещё не были выявлены. Данные первого чернового прочтения показали, например, что разница между геномами современного человека и неандертальца составляет около 12,8 % разницы между геномами человека и шимпанзе. Отсутствие в геноме неандертальца гена Lct говорит о том, что неандертальцы не могли усваивать лактозу. Статья с результатами расшифровки неандертальского генома с покрытием 1,3x из образцов Vi33.16, Vi33.25 и Vi33.26 из пещеры Виндия была опубликована в журнале «Science» в 2010 году. Предполагая, что средняя дивергенция ДНК между геномами человека и шимпанзе составляет 6,5 млн лет назад, была получена приблизительная оценка времени дивергенции неандертальских и современных человеческих аутосомных последовательностей ДНК в 825 000 лет назад.
Дальнейшие исследования обнаружили пять генов, связанных с функциями кожи, мыслительной деятельностью и энергетическим обменом, которые существуют у современного человека и не были найдены у неандертальца и чьи изменения носят явно адаптивный характер.
В декабре 2013 года в «Nature» была опубликована статья о первом геноме неандертальца с высоким охватом. Генетический материал из проксимальной фаланги четвёртого или пятого пальца стопы взрослой неандертальской женщины Denisova 5 («Altai Neandertal») из Денисовой пещеры из слоя 11.4 возрастом 50 тысяч лет, найденной в 2010 году подвергли подробному анализу, каждая позиция неандертальского генома была прочитана в среднем 50 раз. 99,9 % из 1,7 гигабаз последовательностей ДНК в геноме человека были покрыты по меньшей мере десять раз. Родители Denisova 5 были родственниками на уровне сводных братьев и сестёр. Загрязнение современной ДНК человека, оцениваемое по последовательностям митохондриальной и ядерной ДНК, составляет около 1 %. Результаты исследования полного генома неандертальца генетики выложили в открытый доступ, чтобы учёные могли свободно работать с этим материалом.
Проведённые ранее исследования генома человека показали, что существует 13 вариантов аллелей, которые встречаются у европейцев значительно чаще, чем у африканцев. Из этих 13 вариантов 10 были найдены в геноме неандертальца, что стало одним из доводов в пользу скрещивания Homo sapiens с неандертальцами на территории Европы и Азии. 1-3 % генома современных неафриканцев — это гены неандертальцев, при этом европейцы несут немного меньше неандертальских генов, чем азиаты. 0,3-0,7 % неандертальских генов обнаружены в ДНК африканцев и примерно 5 % генов алтайских неандертальцев содержат в себе африканские мутации, которых нет у европейских неандертальцев. Это говорит о том, что алтайские неандертальцы скрещивались с анатомически современными людьми свыше 100 тысяч лет назад. Секвенирование митохондриальной ДНК неандертальца из пещеры Холенштайн-Штадель (HST), жившего 124 тыс. л. н., показало, что этот подвид неандертальцев отделился от основного ствола между 316 000 и 219 000 лет назад и скрещивался с Homo sapiens ещё как минимум 219 тысяч лет назад. Ядерные геномы ранних неандертальцев из германской пещеры Холенштайн-Штадель и из бельгийской пещеры Складина (120 тыс. л. н.) более тесно связаны с геномами последних неандертальцев, которые жили в Западной Европе на 80 тысяч лет позже, чем с геномами своих современников-неандертальцев, живших тогда в Сибири. Кроме того, особи HST и Scladina также ближе к неандертальцам, которые позже заняли Алтайский край, мигрировав в Сибирь между 120 000 и 90 000 лет назад. В отличие от ядерного генома, митохондриальный геном неандертальца из пещеры Холенштайн-Штадель имеет 70 мутаций, которые отличают его от мтДНК других ранних неандертальцев. Неандерталка Gibraltar 1 из пещеры Форбса (Гибралтар) генетически более похожа на неандертальцев возрастом 120 тыс. л. н. из пещеры Складина в Бельгии (Scladina I-4A), Холенштайн-Штаделя в Германии и на неандертальца Mezmaiskaya 1 из пещеры Мезмайская (Россия), чем на позднего неандертальца возрастом 49 тысяч лет назад El Sidrón 1253 из пещеры Эль-Сидрон на севере Испании и других поздних неандертальцев из Европы и Западной Азии. Геномы неандертальцев Gibraltar 1, Vindija 33.19 (пещера Виндия в Хорватии) и Chagyrskaya 8 (Чагырская пещера в России) ближе друг к другу нежели к геному неандертальца Altai Neanderthal из Денисовой пещеры в России. Так же учёным удалось секвенировать древнюю ДНК из останков мальчика Gibraltar 2. Исследование генома чагырского неандертальца Chagyrskaya 8 с двадцатисемикратным покрытием показало, что сибирские неандертальцы жили в относительно изолированных популяциях, насчитывавших менее 60 особей, тогда как неандертальцы из Европы, денисовец из Денисовой пещеры и древние Homo sapiens, по-видимому, жили в популяциях более крупных размеров.
Из осадочных отложений в Восточной галерее Денисовой пещеры генетики смогли выделить неандертальскую и денисовскую мтДНК, при этом следы ДНК неандертальцев и денисовцев нашли в слоях № 14 и № 15, что указывает на совместное существование в пещере этих двух видов в течение долгого времени. Также неандертальская мтДНК была обнаружена в отложениях бельгийской локации Trou al’Wesse, пещер Чагырская, Эль-Сидрон.
В геномах последних европейских неандертальцев из пещер Виндия, Мезмайская (Mezmaiskaya 2), Гойе и Ле-Котте, живших ок. 45—39 тыс. л. н. уже после прибытия сапиенсов в Европу, не найдено примеси генов кроманьонцев. Сравнение геномов поздних неандертальцев с геномом более древнего неандертальца с Кавказа (Mezmaiskaya 1) показало, что концу истории неандертальцев, вероятно, произошёл оборот неандертальского населения либо на Кавказе, либо по всей Европе. Основная часть потока неандертальских генов в ранних Homo sapiens происходила из одной или нескольких исходных популяций неандертальцев, которые разошлись с последними неандертальцами не менее 90 тысяч лет назад (до отделения линии Mezmaiskaya 1), но после того, как они откололись от ранее секвенированного неандертальца из Сибири (Altai Neandertal) примерно 150 тысяч лет назад. Поздние неандертальцы отделились от общего предка с современными людьми около 530 тыс. л. н. (95 % доверительный интервал — 503—565 тыс. л. н.), с денисовцами — около 400 тыс. л. н. (95 % доверительный интервал — 367—484 тыс. л. н.), с алтайским неандертальцем — около 150 тыс. л. н. (95 % доверительный интервал — 142—186 тыс. л. н.), с неандертальцем Vindija 33.19 — около 70 тыс. л. н. (95 % доверительный интервал 58-72 тыс. л. н.). Исследование мтДНК тринадцати неандертальцев (жителей Северной Европы, живших более 50 тысяч лет назад, обитателей Западной Азии и Среднего Востока) показало крайне разнообразную генетическую изменчивость, что характерно для многочисленного вида. У более поздних европейских неандертальцев, живших менее 48 тыс. л. н., генетическая вариативность очень резко сократилась.
Ядерный геном девочки Denisova 11, жившей 90 тыс. л. н. и найденной в 2016 году, на 38,6 % аллелей соответствует неандертальскому геному, а 42,3 % соответствует денисовскому геному. Мать девочки Denisova 11 принадлежала к популяции родственной европейскому неандертальцу Vindija 33.19 из хорватской пещеры Виндия. При этом неандертальский предок её отца-денисовца, жившего за 300—600 поколений до него (или за 7,5—15,0 тысяч лет до него, если длительность поколения в палеолите составляла 25 лет), принадлежал к другой, алтайской популяции неандертальцев из Денисовой пещеры как и неандерталец Denisova 5. Среди всех известных образцов ДНК неандертальцев наиболее тесно с ДНК матери гибрида Denisova 11 связана ДНК с 27-кратным покрытием образца Chagyrskaya 8 из Чагырской пещеры, расположенной в примерно в 106 км от Денисовой пещеры.
750 тыс. л. н. предки неандертальцев и денисовцев отделились от линии, ведущей к анатомически современным людям. Около 700 тыс. л. н. они вышли из Африки и распространились по Евразии начале среднего плейстоцена, пережили бутылочное горлышко в сокращении численности населения, скрестились с евразийцами из «суперархаической» популяции гоминин (которые первыми вышли из Африки 1,9 млн л. н.) и в значительной степени заменили их. Ко времени скрещивания неандертало-денисовская популяция и суперархаическая популяция были отделены друг от друга периодом времени 1,2 миллиона лет — дольше, чем любая пара человеческих популяций, ранее известных как скрещивавшиеся. Неандертало-денисовская популяция разделилась (TND) 737 тыс. л. н. на восточные и западные группы населения — денисовцев (Denisovans) и неандертальцев (Neanderthals). Численность неандертальско-денисовской популяции до их разделения была удивительно мала: NND ≈ 500. Численность суперархаической популяции (NS) могла достигать 20—50 тысяч человек. Она отделилась (TXYNDS) от других Homo примерно 2,3 млн л. н. (95 % доверительный интервал составляет 1,9—2,5 млн л. н. при частоте мутаций мутаций 0,38×10−9 на нуклеотидный сайт в год) или 1,9 миллиона л. н. (95 % доверительный интервал составляет 1,8—2,2 млн л. н. при частоте мутаций мутаций 0,45×10−9 на нуклеотидный сайт в год). При частоте мутаций 0,5×10−9 на нуклеотидный сайт в год нижний предел доверительного интервала составляет 1,6 миллиона лет назад. Возможно, неандертальцы и денисовцы получили генный поток от двух разных «суперархаических» популяций. В период от 455 тыс. л. н. (TN0) до 737 тыс. л. н. (TND) эффективный размер популяции неандертальцев был большим: NN0 ≈ 16000. В более позднюю эпоху эффективный размер популяции неандертальцев был меньше: NN1 ≈ 3400.
По Y-хромосоме неандертальца из Эль-Сидрона время разделения линий неандертальцев и современного человека оценили в 588 тысяч лет назад (95 % доверительный интервал: 447—806 тыс. лет назад). Сравнение Y-хромосом трёх неандертальцев (Spy94a (38—39 тыс. л. н.), Mezmaiskaya2 (43—45 тыс. л. н.) и El Sidrón (46—53 тыс. л. н.)) с Y-хромосомами двух денисовцев и с Y-хромосомами современных неафриканских людей показало, что Y-хромосомная линия неандертальцев отделилась от Y-хромосомной линии, общей для неандертальцев и современного человека около 370 тыс. л. н., тогда как Y-хромосомная линия денисовцев отделились от Y-хромосомной линии современного человека около 700 тыс. лет назад.
Сопоставив геномы двух неандертальцев (из Виндии и Денисовой пещеры), денисовца и двух африканцев с применением расширения ARGweaver-D алгоритма ARGweaver, учёные обнаружили, что около 3 % генома неандертальцев произошло от скрещивания с другой древней человеческой группой примерно 300 000 лет назад.

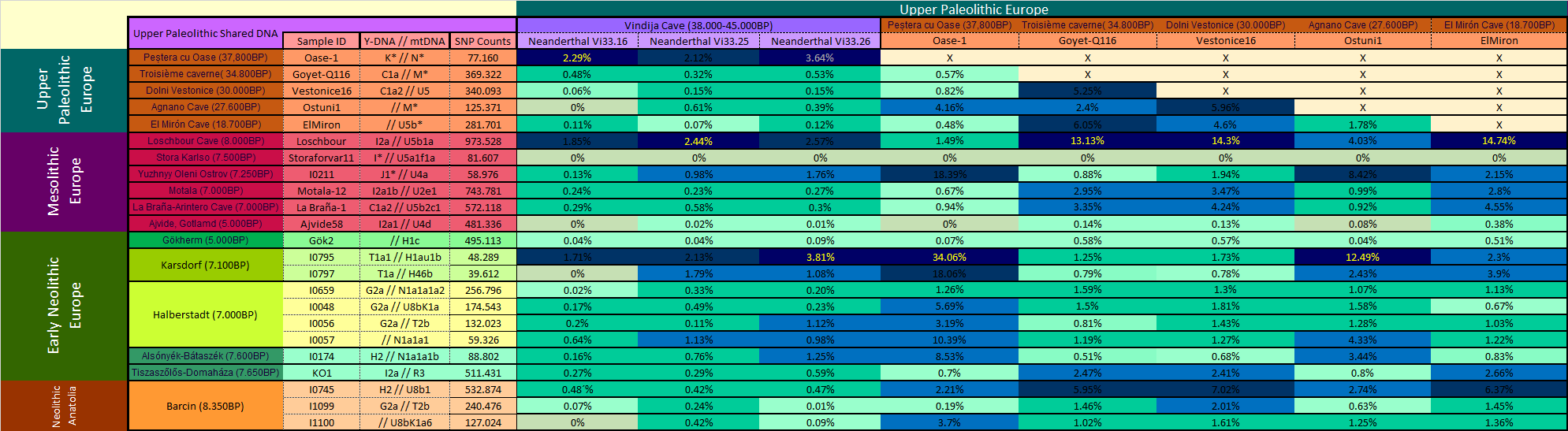
Общая ДНК с неандертальцами